# Trigonomma
Trigonomma là một chi ruồi trong họ Chloropidae.

## Các loài
- Trigonomma albipes
- Trigonomma atriceps
- Trigonomma bisulcatum
- Trigonomma cinereomicans
- Trigonomma coeruleifrons
- Trigonomma flavifrons
- Trigonomma flavipes
- Trigonomma foliatum
- Trigonomma fossulatum
- Trigonomma foveolatum
- Trigonomma lippulum
- Trigonomma nigrum
- Trigonomma pubicollis
- Trigonomma speculifrons
- Trigonomma tenuifrons
- Trigonomma verrucosum